# Козак, Михаил Степанович
Михаил Степанович Козак (укр. Михайло Степанович Козак; род. 20 января 1991, Миловице, Среднечешский край) — украинский футболист, полузащитник. Выступал за юношескую сборную Украины до 19 лет.

## Клубная карьера

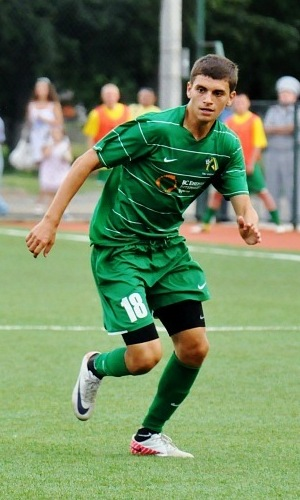
Козак в игре за «Александрию», 2011 год

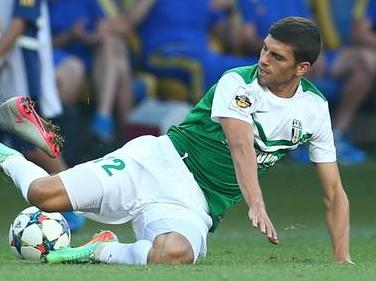
Козак в игре за «Александрию», 2015 год

Воспитанник львовских «Карпат». Первый тренер — Олег Колобыч. После выступал за ДЮФШ «Водоканал» (Львов).
В 2008 году попал в молодую команду ФК «Львов». В Первой лиге дебютировал 18 марта 2008 года в матче против луцкой «Волыни» (1:4). В сезоне 2007/08 «Львов» занял второе место после мариупольского «Ильичёвца», что позволило клубу выступать в Премьер-лиге. В Премьер-лиге дебютировал 28 февраля 2009 года в матче против днепропетровского «Днепра» (1:1). По итогам сезона 2008/09 «Львов» покинул высший дивизион, а Козак провёл всего 4 матча в Премьер-лиге и 15 матчей и забил 1 гол в молодёжном первенстве.
В 2011 году присоединился к «Александрии». В январе 2012 года прибыл на просмотр в полтавскую «Ворсклу» и уже в следующем месяце заключил с клубом контракт пр схеме «1+1». Летом 2012 года на правах полугодичной аренды перешёл в алчевскую «Сталь». С 2013 по 2015 год являлся игроком черниговской «Десны».
Летом 2015 года вновь заключил контракт с «Александрией». Спустя два года продлил контракт с клубом. В декабре 2017 года стало известно, что «Александрия» выставила Козака на трансфер.
В январе 2018 года на правах свободного агента заключил полуторагодичное соглашение с «Рухом» из Винников. В феврале 2019 года во второй раз в карьере стал игроком «Десны». Черниговский клуб покинул в спустя полгода.
Летом 2019 года присоединился к «Шевардени-1906» из Первой лиги Грузии. В сентябре 2020 года подписал контракт с новичком Второй лиги Украины — клубом «Карпаты» из Галича.

## Карьера в сборной
С 2009 по 2010 год выступал за юношескую сборную Украины до 19 лет, где провёл 8 матчей.

## Достижения
«Львов»
- Серебряный призёр Первой лиги Украины: 2007/08

## Статистика
| Сезон   | Клуб            | Лига                 | Чемпионат | Чемпионат | Кубок | Кубок | Еврокубки | Еврокубки | U-21 | U-21 |
| Сезон   | Клуб            | Лига                 | Игры      | Голы      | Игры  | Голы  | Игры      | Голы      | Игры | Голы |
| ------- | --------------- | -------------------- | --------- | --------- | ----- | ----- | --------- | --------- | ---- | ---- |
| 2007/08 | Львов           | Первая лига Украины  | 6         | 0         |       |       | —         | —         | —    | —    |
| 2008/09 | Львов           | Премьер-лига Украины | 4         | 0         |       |       | —         | —         | 15   | 1    |
| 2009/10 | Львов           | Первая лига Украины  | 26        | 1         |       |       | —         | —         | —    | —    |
| 2010/11 | Львов           | Первая лига Украины  | 17        | 3         |       |       | —         | —         | —    | —    |
| 2010/11 | Александрия     | Первая лига Украины  | 13        | 1         |       |       | —         | —         | —    | —    |
| 2011/12 | Александрия     | Премьер-лига Украины | 0         | 0         | 0     | 0     | —         | —         | 14   | 0    |
| 2011/12 | Ворскла         | Премьер-лига Украины |           |           |       |       |           |           | 6    | 0    |
| 2012/13 | Ворскла         | Премьер-лига Украины |           |           |       |       | —         | —         | 1    | 0    |
| 2012/13 | Сталь (Алчевск) | Первая лига Украины  | 6         | 0         | 2     | 0     | —         | —         | —    | —    |
| 2013/14 | Десна           | Первая лига Украины  | 20        | 1         | 4     | 0     | —         | —         | —    | —    |
| 2014/15 | Десна           | Первая лига Украины  | 19        | 3         | 1     | 0     | —         | —         | —    | —    |
| 2015/16 | Александрия     | Премьер-лига Украины | 21        | 0         | 6     | 2     | —         | —         | —    | —    |
| 2016/17 | Александрия     | Премьер-лига Украины | 13        | 0         | 0     | 0     | 2         | 0         | 2    | 0    |
| 2017/18 | Александрия     | Премьер-лига Украины | 8         | 0         |       |       | 0         | 0         | 6    | 1    |
| 2017/18 | Рух (Винники)   | Первая лига Украины  | 11        | 2         |       |       | —         | —         | —    | —    |
| 2018/19 | Рух (Винники)   | Первая лига Украины  | 13        | 2         | 1     | 0     | —         | —         | —    | —    |
| 2018/19 | Десна           | Премьер-лига Украины | 4         | 0         |       |       | —         | —         | 4    | 0    |
| 2019    | Шевардени-1906  | Первая лига Грузии   | 13        | 3         |       |       | —         | —         | —    | —    |
| 2020/21 | Карпаты (Галич) | Вторая лига Украины  |           |           |       |       | —         | —         | —    | —    |